# Adem
Adem ist ein männlicher Vorname hebräischer Herkunft, der in der Türkei, auf dem Balkan und im arabischen Sprachraum gebräuchlich ist. Die hebräische und die deutschsprachige Form des Namens ist Adam; weiteres zu Herkunft und Bedeutung des Namens siehe hier. Als Familienname kommt Adem selten vor; im spanischen Sprachraum tritt der Familienname Ádem auf.

## Namensträger

### Vorname
- Adem Alkaşi (* 1984), türkischer Fußballspieler
- Adem Aydın (* 1987), türkischer Fußballspieler
- Adem Bereket (* 1973), russisch-türkischer Ringer
- Adem Büyük (* 1987), türkischer Fußballspieler
- Adem Demaçi (1936–2018), kosovarischer Schriftsteller und Unabhängigkeitsaktivist
- Adem Doğan (* 2001), türkischer Fußballspieler
- Adem Gökçe (* 1982), türkischer Fußballspieler
- Adem Güven (* 1985), norwegisch-türkischer Fußballspieler
- Adem Jashari (1955–1998), Mitbegründer und Anführer der UÇK
- Adem Karaduman (* 1976), österreichisch-türkischer Schauspieler, Sprecher und Kabarettist
- Adem Kılıççı (* 1986), türkischer Amateurboxer
- Adem Koçak (* 1983), türkischer Fußballspieler
- Adem Ljajić (* 1991), serbischer Fußballspieler
- Adem Rimpapa (* 1967), deutscher Kinderdarsteller
- Adem Sağlam (* 1985), türkischer Fußballspieler
- Adem Sarı (* 1985), türkischer Fußballspieler
- Adem Yılmaz (* 1955), deutschtürkischer Künstler

### Künstlername
- Beşköylü Adem (* 1980), türkischer Sänger und Musiker
- EJ Adem MC, österreichischer Rapper

### Familienname
- Alberto Adem (* 1934), philippinischer Boxer
- Alejandro Ádem (* 1961), mexikanisch-US-amerikanischer Mathematiker
- José Ádem (1921–1991), mexikanischer Mathematiker
- Julián Adem Chahín (1924–2015), mexikanischer Geophysiker
- Khalid Adem (* 1975), erster in den Vereinigten Staaten wegen Beschneidung weiblicher Genitalien Verurteilter